# Манастир Ралетинац
Манастир Ралетинац је женски манастир припада епархији шумадијској Српске православне цркве, посвећен св. Апостолима Петру и Павлу. Налази у селу Велике Пчелице, између Крагујевца и Рековца.

## Историја
Верује се да је настао као испосница манастира Денковац, за време српске деспотовине у 14. веку. Према народном предању у Левач су се после Косовске битке преселиле три девојке из властелинске породице Рала, Дена и Сара, и ту су подигле три манастира Ралетинац, Саринац и Денковац.
Срушен је од стране Турака, и до краја 19. века на месту манастира су се налазиле само рушевине.
Обнову манастира је започео трговац Петар Ракић 1893, да би манастир био потпуно обновљен тек 1977. године.

## Старешине манастира
- Гаврило (Димитријевић), (1947—1977).
- Харитина (Мидић), (1977—2005).
- Евгенија (Симоновић), (2005—тренутна).

## Ходочашће
Сваке године у манастир Ралетинац долази велики број људи, који молитвом и водом са манастирског извора, за коју верују да је лековита, траже лек за разне болести.

## Сабор
У манастиру се традиционално сваке године одржава Петровдански сабор, који посети велики број људи.

## Галерија
- Манастир Ралетинац за време Петровданског сабора